# Estación Valle Grande
Valle Grande es una estación ferroviaria proyectada como punto de detención para el servicio Tren Santiago-Batuco; esta debiese ser emplazada en la comuna chilena de Lampa, en Santiago.

## Descripción
La estación será construida a nivel de superficie, con una estructura de hormigón armado y cierre perimetral del mismo material. Los andenes serán accesibles solo por medio de un túnel bajo tierra. Los andenes serán construidos para tener una longitud de 150 m.
Existirán 3 vías corriendo por la estación. La estación contará con un acceso principal y un andén con dos plataformas. Se realizará un paso bajo nivel en la intersección de la Avenida La Montaña y un paso superior de la calle Ferrocarril.

## Conexión con Red Metropolitana de Movilidad
La estación posee 2 paraderos de la Red Metropolitana de Movilidad en sus alrededores, los cuales corresponden a:
| Paradero / Código                                        | Recorridos                   |
| -------------------------------------------------------- | ---------------------------- |
| Av. La Montaña Norte / esq. Costanera Pte. F.C. (PB2184) | B42 (Valle Grande)           |
| Av. La Montaña Sur / esq. Proclub V.Grande (PB2174)      | B42 (Metro Los Libertadores) |